# Grégoire Kauffmann
 (février 2020).
Si vous disposez d'ouvrages ou d'articles de référence ou si vous connaissez des sites web de qualité traitant du thème abordé ici, merci de compléter l'article en donnant les références utiles à sa vérifiabilité et en les liant à la section « Notes et références ».
Pour les articles homonymes, voir Kauffmann.
Grégoire Kauffmann né le 25 décembre 1973 est un historien français.

## Biographie
Il est né en 1973 de Jean-Paul Kauffmann, journaliste et Joëlle Brunerie, gynécologue.
Docteur en histoire (Institut d'études politiques de Paris, 2007), il est secrétaire délégué de l'association Liberté pour l'histoire.  Grégoire Kauffmann est aussi maître de conférences à l'IEP de Paris.

## Publications
- Édouard Drumont, Paris, Perrin, 2008, 562 p. (ISBN 978-2-262-02399-7, présentation en ligne).
- Le Front populaire est une fête,  Éditions des Équateurs;  Paru en mai 2006
- Bretagne Sud, Guide, avec Mélanie Cornière - Daniel Yonnet ;  Éditeur Hachette
- Les Îles. Patrimoine de France,  éditeur : Aubanel -  08/10/2009
- Le Nouveau FN. Les vieux habits du populisme, Le Seuil, 2016.
- Hôtel de Bretagne, Flammarion, 2020
- L'Enlèvement (récit), Flammarion, 2023

Ouvrages collectifs
- avec Jean-Noël Jeanneney (dir.), Les rebelles. Une anthologie, CNRS, 2014.
- Pierre-André Taguieff, Grégoire Kauffmann, Michaël Lenoire (dir.), L'antisémitisme de plume. 1940-1944, Berg International, coll. « Pensée politique et Sciences sociales », 1999.

## Distinctions
- 2009 : 7e prix du Sénat du Livre d’histoire : le jury du prix du Sénat du livre d’histoire, présidé par Jean-Noël Jeanneney, professeur des universités, ancien ministre, pour Édouard Drumont de Grégoire Kauffmann aux éditions Perrin
- 2020 : 44e Prix Pierre Lafue, pour Hôtel de Bretagne.